# Chapchha
Chapchha – gewog w dystrykcie Czʽukʽa, w Bhutanie. Według danych z 2017 roku liczył 2657 mieszkańców.